# Bernard Louis Auguste Paul Panafieu
Bernard Louis Auguste Paul Panafieu (Châtellerault, 26 de janeiro de 1931 - Carpentras, 12 de novembro de 2017) foi um cardeal francês e arcebispo-emérito de Marselha.

## Vida
Filho de André Panafieu, diretor de um banco, e de Madeleine Doussière, estudou nos Seminário de Albi e de Issy-les-Moulineaux. Foi ordenado padre em 1956, em Albi. De 1962 até 1974, atuou como vigário de Saint-Sauveur-de-Mazamet, capelão do liceu La Pérouse, de Albi e capelão dos estudantes de Toulouse, além de sacerdote-decano de Brassac.
Em 1974, foi nomeado bispo-auxiliar de Annecy e bispo-titular de Tibilis. Foi consagrado pelo arcebispo Claude Marie Joseph Dupuy. Em 1978, foi apontado como arcebispo de Aix-en-Provence, cargo que exerceu até 1994, quando foi apontado como arcebispo-coadjutor de Marseille. Em 1995, assume a arquidiocese, que conduziria até 2006, quando resignou-se por alcançar os 75 anos, idade limite para episcopados.
Em 2003, foi elevado ao cardinalício pelo Papa João Paulo II, como cardeal-presbítero de San Gregorio Barbarigo alle Tre Fontane. Participou do conclave que elegeu Joseph Ratzinger como Papa Bento XVI.
Foi o principal consagrante de Louis Albert Joseph Roger Sankalé, Benoît Marie Pascal Rivière e de Bruno Grua.
Ele morreu após uma doença de vários anos em um hospital em Carpentras em 12 de novembro de 2017, aos 86 anos.